# Suivez la mèche
Suivez la mèche est le dix-huitième album de la série de bande dessinée Titeuf écrite et dessinée par Zep. L'album est sorti le 31 août 2023.

## Synopsis
Plus que jamais connecté, Titeuf et ses copains se frottent aux questions contemporaines telles que les dangers d’Internet ou l’environnement.

## Liste des planches
1. Le matin de la rentrée
2. Chaussette noire troisième dan
3. Les experts du bisou
4. Tinder aux légumes
5. La malédiction des toilettes
6. #Meteuf
7. Genious dog
8. Le conseil de classe
9. Nos amis les bêtes
10. L'urgence climatologique
11. Le kakoyo
12. Sciences de la vie et de la gym
13. Galaxie de secours
14. Trottibus
15. Planète à la betterave
16. Monsieur Strange
17. Ma maîtresse recyclable
18. Love test
19. Cosmo-look
20. Thérèse = mc2
21. Le bilan carbone, c'est quoi ?
22. Les gardiens de la galaxie
23. Proutologie
24. Cyberlove (2 planches)
25. Des idées pour réduire notre bilan carbone
26. Les beaux souvenirs
27. Jurassic square
28. Street gamers
29. Mortel Manga
30. Thérèse world
31. Maîtresse-Man
32. Les zombies gobeurs-de-cervelle
33. Le regard qui tue
34. Ma mémé
35. La malédiction du tombeau secret
36. La bêtise artificielle
37. Le cinéma avec papa
38. L'intelligence artificielle
39. Les nouveaux monstres
40. Aéronichons
41. Le supermarché c'est éducatif
42. Qu'est-ce qu'on pense de moi ?
43. Liberté, égalité

## Anecdote
À sa sortie, l'album possède une couverture variante exclusive à l'enseigne Carrefour et limitée à 3000 exemplaires.